# Stéphane Martin (haut fonctionnaire)
Pour les articles homonymes, voir Stéphane Martin et Martin.
Stéphane Martin, né à Neuilly-sur-Seine en 1956, est un haut fonctionnaire français, dirigeant culturel. Conseiller maître à la Cour des comptes, il a notamment exercé les fonctions de délégué général du Centre Pompidou (1989-1990), directeur adjoint du cabinet de Jacques Toubon au ministère de la Culture et de la Francophonie (1993), directeur de cabinet de Philippe Douste-Blazy au ministère de la Culture (1995-1997) et pendant 20 ans président de l’Établissement public du musée du quai Branly - Jacques-Chirac (1998-2019).   

## Formation
Stéphane Martin est licencié en droit, diplômé de l’Institut d'études politiques de Paris et de l’École nationale d'administration (promotion Henri-François d’Aguesseau 1981-1982).

## Carrière
À sa sortie de l'École nationale d'administration, Stéphane Martin est nommé auditeur à la Cour des comptes en 1982, promu conseiller référendaire en 1986 et nommé conseiller maître en septembre 2000.
Maître de conférences à l’Institut d'études politiques de Paris, à l'École nationale d'administration et à l'École nationale de la statistique et de l'administration économique (1982-1985), il devient rapporteur auprès de la Cour de discipline budgétaire et financière (1985). 
De 1986 à 1989, il est président de la Commission de vérification des comptes et de contrôle des établissements publics de la République du Sénégal .
À partir de 1989, son parcours est centré sur l'univers de la Culture, de la Communication et de la Recherche. Il devient successivement délégué général du Centre Pompidou (1989-1990), délégué général chargé de la production musicale (1990) et directeur adjoint de la musique à Radio France (1990-1993). En 1993, il est nommé directeur adjoint du cabinet de Jacques Toubon au ministère de la Culture et de la Francophonie, directeur de la musique, du théâtre et de la danse à ce même ministère (1993-95), puis directeur de cabinet de Philippe Douste-Blazy au ministère de la Culture (1995-1997).
Il dirigea également le Forum Grimaldi, un complexe culturel et de congrès situé à Monaco (1997-1998). Il a été président de l’Ensemble intercontemporain créé par Pierre Boulez en 1976, de 1997 à 2009. 
Par décret du 30 décembre 1998, il est nommé président de l’Établissement public du musée du quai Branly, fonction dans laquelle il a été renouvelé par les décrets en date du 28 novembre 2003, 24 décembre 2009 et 24 décembre 2014. Il quitte ce poste en janvier 2020 pour rejoindre la Cour des Comptes.
En novembre 2018, il est commissaire de l’exposition « Fendre l’Air. Art du bambou au Japon », première exposition en Europe consacrée à l’art de la vannerie japonaise en bambou présentant près de 200 œuvres anciennes et contemporaines au musée du quai Branly-Jacques Chirac.
Stéphane Martin est membre du Conseil d'administration de l'Agence France Museum.

## Musée du quai Branly – Jacques Chirac
Stéphane Martin a piloté la préfiguration du musée du quai Branly dès la création de l’établissement public en 1998, et le dirige depuis son ouverture en 2006.
Dès 1997, Stéphane Martin accompagne le président Jacques Chirac dans sa réflexion autour de la création d’un musée consacré aux arts et aux civilisations extra-européens.
En 1999, il préside le jury du concours international d’architecture du futur musée. Il soumet à la décision de Jacques Chirac, qui l’approuve, le choix de Jean Nouvel. Le projet séduit en raison du décollement du bâtiment sur pilotis, de la part faite au jardin, du parcours muséographique et des différentes solutions proposées en matière de visites.
C’est aux côtés du collectionneur Jacques Kerchache et de Jacques Chirac qu’il inaugure le 13 avril 2000 le département des Arts dits « premiers » au Pavillon des Sessions du musée du Louvre. Conçu par l'architecte Jean-Michel Wilmotte, il accueille une sélection de 110 chefs-d’œuvre sculpturaux d’Afrique, d’Asie, d’Océanie et des Amériques au cœur de l’un des plus grands musées au monde.
Dès 1995, Jacques Chirac avait exprimé son souhait de voir les arts lointains entrer au Louvre, répondant ainsi au manifeste lancé par Jacques Kerchache et publié dans Libération le 15 mars 1990 « pour que les chefs-d’œuvre du monde entier naissent libres et égaux ». 
Le 20 juin 2006, le musée du quai Branly - Jacques-Chirac est inauguré par le Président de la République Jacques Chirac et le Secrétaire général des Nations unies Kofi Annan.
Dans son discours inaugural, Jacques Chirac déclare : « Alors que le monde voit se mêler les nations, comme jamais dans l’histoire, il était nécessaire d’imaginer un lieu original qui rende justice à l’infinie diversité des cultures, un lieu qui manifeste un autre regard sur le génie des peuples et des civilisations d’Afrique, d’Asie, d’Océanie et des Amériques. »
En 2016, à l’occasion des 10 ans du musée, Stéphane Martin explique dans un entretien accordé au Monde l’ambition qui a présidé au succès de l’institution : « Avec un nombre de visiteurs stabilisés à 1,3 million d’entrées (après le 1,7 million de la première année), le quai Branly est un succès. (…). L’ambition était de créer une institution positive tournée vers le présent et potentiellement vers l’avenir, un acteur de la création et de la pensée, qui ne soit pas simplement là pour témoigner. »
En mai 2016, un soupçon de favoritisme frappe le recrutement de la belle-fille de Jean-Pierre Jouyet, Judith de Warren, comme adjointe au directeur du mécénat du musée du Quai Branly, alors qu'elle ne remplissait pas les cinq années d'expérience dans le mécénat exigées dans la fiche de poste,,,. De son côté, Stéphane Martin se défend de favoritisme.

## Distinctions

### Décorations françaises
- Commandeur de la Légion d'honneur[11]
- Officier de l'ordre national du Mérite
- Commandeur de l'ordre des Palmes académiques
- Commandeur de l'ordre des Arts et des Lettres

### Décorations étrangères
- Commandeur de l'ordre national du Lion du Sénégal
- Grand-officier de l'ordre du Mérite de la République sénégalaise
- Officier de l'ordre du Mérite (Pologne)

### Distinction
Le 18 novembre 2009, il reçoit le premier « Prix de l’amitié franco-mexicaine », créé en mars 2009 par la Chambre franco-mexicaine de commerce et d'industrie.

## Écrits
En 2011, Stéphane Martin est l'auteur de Musée du quai Branly : Là où dialoguent les cultures qui retrace l'histoire de la création du musée du quai Branly - Jacques-Chirac (Collection « Découvertes Gallimard », no 574, série Culture et société).
En 2018 est publié, sous la direction de Stéphane Martin, le catalogue de l’exposition Fendre l’Air. Art du bambou au Japon  (Coédition Skira / musée du quai Branly – Jacques Chirac, 304 pages).

## Restitutions

### Restitution des têtes Maoris
Stéphane Martin restitue au musée national de Nouvelle-Zélande Te Papa Tongarewa, 7 têtes de guerriers Maoris (toi moko) conservées au musée du quai Branly - Jacques-Chirac, qui provenaient du Laboratoire d’anthropologie physique du Musée de l'Homme et étaient issues de dons effectués entre 1885 et 1999. Pour les partisans de la restitution, ces têtes étaient considérées comme des morceaux de corps humains devant être rendues au nom de la loi sur la bioéthique de 1994, position qui ne sera pas retenue par la jurisprudence. Pour la ministre de la Culture, Christine Albanel, en vertu de la loi sur les musées de France de 2002, il s'agissait, à raison, de pièces de collections publiques (en l'occurrence anthropologiques), qui à ce titre sont inaliénables à défaut d'une procédure préalable de déclassement (ou d'une loi spéciale). En réponse à cette polémique, la ministre a chargé Stéphane Martin de l'organisation d'un « colloque international »(Archive.org • Wikiwix • Archive.is • Google • Que faire ?) sur la question, qui s'est tenu du 22 au 23 février 2008 et qui a été suivi du vote de la loi spéciale no 2010-501 du 18 mai 2010, puis de la restitution des têtes, le 23 janvier 2012, après numérisation et vérifications génétiques.

### Restitution du patrimoine africain
Lors de son discours prononcé à Ouagadougou en novembre 2017, le Président de la République, Emmanuel Macron déclare vouloir « que d’ici cinq ans, les conditions soient réunies pour des restitutions temporaires ou définitives du patrimoine africain en Afrique ».
Dans le Figaro du 7 décembre 2017, Stéphane Martin souligne qu’« on ne peut pas avoir un continent à ce point privé des témoignages de son passé et de son génie plastique. » et poursuit « Il y a une nouvelle géographie culturelle, la carte des pays participant à la mise en valeur du patrimoine de l’humanité ne cesse de s’étendre. Il faut donc imaginer un nouveau partage et une nouvelle promotion de ces biens communs, avec plus de partenariats. ».
En mars 2018, lors de la déclaration conjointe d'Emmanuel Macron et de Patrice Talon, Président de la République du Bénin, Emmanuel Macron demande à Bénédicte Savoy et Felwine Sarr de faire des propositions de mise en œuvre de son engagement sur les restitutions. En parallèle il demande à Stéphane Martin de travailler avec les acteurs culturels publics du Bénin sur des prêts issus de collections françaises.
Après huit mois de consultation, le 23 novembre 2018, les deux experts Bénédicte Savoy et Felwine Sarr ont remis au Président de la République le rapport qu’il avait commandé sur la restitution du patrimoine africain. Le Président de la République annonce à cette occasion la restitution de 26 œuvres réclamées par les autorités du Bénin, prises de guerre du général Dodds dans le palais de Béhanzin, conservées aujourd’hui au musée du quai Branly – Jacques Chirac. « Ces œuvres pourront être présentées au public béninois et au public international dans le cadre du projet ambitieux de musées porté par la République du Bénin » précise l’Elysée dans son communiqué. 
Dans l’émission « C’est arrivé demain » diffusée le dimanche 24 novembre 2018 sur Europe 1, Stéphane Martin revient sur la restitution des 26 œuvres au Bénin et précise qu’il ne s’agit pas d’une « œuvre de revanche » mais d’ « une œuvre de partage ». Cette restitution, poursuit-il, s’accompagne d’un projet de musée auquel le musée du quai Branly participe et « qui donne un avenir universel aux œuvres ». 
Stéphane Martin défend une position universaliste en faveur de la circulation des œuvres. Il déclare alors « Je veux qu'on parle d'art, de partage et pas que l'on ressasse éternellement un ressenti qui est tout à fait réel mais qui n'a rien à voir à mon avis avec une politique patrimoniale ». 
Dans un entretien accordé au Figaro du 26 novembre, Stéphane Martin complète sa position. Le rapport Sarr - Savoy n’est pas selon lui un « travail collectif » mais « l’œuvre de personnes engagées ». Sans être opposé aux restitutions, il préconise cependant « d’autres voies pour une coopération culturelle avec l’Afrique ».